# Visconde da Torre Bela
Visconde da Torre Bela é um título nobiliárquico criado por D. Maria I de Portugal, por Decreto de 17 de Dezembro de 1812, a favor de Fernando José Correia Brandão de Bettencourt Henriques de Noronha.
Titulares
1. Fernando José Correia Brandão de Bettencourt Henriques de Noronha, 1.º Visconde da Torre Bela;
2. João Carlos Correia Brandão de Bettencourt Henriques de Noronha, 2.º Visconde da Torre Bela;
3. Filomena Gabriela Correia Brandão Henriques de Noronha, Brandão Henriques de Noronha ou Correia Henriques de Bettencourt e Atouguia Brandão de Noronha, 3.ª Viscondessa da Torre Bela;
4. James Murray Kenmure Gordon Correia Henriques de Noronha, 4.º Visconde da Torre Bela.